# Nicolaus Staphorst (Kirchenhistoriker)

Nicolaus Staphorst (1679–1731) (Kupferstich von Christian Fritzsch)

Nicolaus Staphorst (* 1. August 1679 in Hamburg; † 7. Juli 1731 ebenda) war ein deutscher Pastor und Kirchenhistoriker.

## Leben
Staphorst war ein Sohn des Kaufmanns Albert Staphorst und erhielt seine Ausbildung am Akademischen Gymnasium in Hamburg, wo er 1699 unter Sebastian Edzardus eine Dissertation verteidigte. Er studierte Theologie in Rostock, wo er 1702 Magister wurde, und Wittenberg. 1702 wurde er Kandidat des Geistlichen Ministerium in seiner Heimatstadt. 1705 wurde er zum Pastor an der St. Johanniskirche in Hamburg ernannt, seit 1720 war er zusätzlich Prediger am Spinnhaus. Beide Ämter behielt er bis zu seinem Tod 1731.

## Wirken
Staphorst beschäftigte sich neben seinem Amt als Pastor hauptsächlich mit der Hamburger Kirchengeschichte. Er gab ein umfangreiches Werk Historia Ecclesiae Hamburgensis diplomatica, das ist: Hamburgische Kirchen-Geschichte, Hamburg 1723 bis 1729, heraus. Bis zu seinem Tod erschienen fünf Bände, die die Hamburger Kirchengeschichte bis 1531 anhand von Urkunden behandeln, weitere Bände waren geplant. Da das Werk viele Dokumente wiedergibt, die seitdem zerstört wurden, ist es als Quellensammlung bis heute wichtig.

## Familie
Bereits sein Großvater, Nicolaus Staphorst (1608–1652), war Pastor an der St. Johanniskirche und sein Urgroßvater, Nicolaus Staphorst (1577–1642), war Diakon an der Hauptkirche Sankt Petri.
Am 24. August 1706 heiratete er Margaretha Sillem (1683–1746), Tochter des Ratsherrn Hieronymus Sillem (1648–1710). Aus der Ehe gingen ein Sohn und vier Töchter hervor, von denen nur zwei Töchter das Erwachsenenalter erreichten. Catharina Margaretha (1715–1758) heiratete in erster Ehe 1735 den Professor an der Gelehrtenschule des Johanneums, Joachim Dietrich Evers (1695–1741), und in zweiter Ehe 1748 den Rektor des Buxtehuder Gymnasiums, Lorenz Joachim Müller (1716–1771). Die zweite Tochter, Hanna Amanda (1718–1786), wurde Domina des St. Johannis-Klosters.

## Werke
- Dissertatio de Johannis clerici logicam. Praeside Sebastiano Edzardo ... Ad examen revocaturus est Nicolaus Staphorst, Hamb. Responsurus. Neumann, Hamburg 1699, OCLC 633091965.
- „Hrn. Joh. Schellhammers, weyland der Kirchen zu S. Petri in Hamburg Pastoris, des E. Ministerii daselbst Senioris und der Schulen Inspectoris, Geistreiche Schriften, Als I. Die Biblische Fundgrub, Das ist: richtige Anweisung, wie in allen Capitteln der V. Bücher Mosis der Herr Christus zu suchen und zu finden sey. II. Dreyzehen Predigten über den 91. Psalm, darinnen gründlicher Bericht von der Pest, Ihren Ursprung und Abwendung etc. auffs neue übersehen, verbessert, und mit 6. nöthigen Registern, auch einer Vorrede vermehret von Nicolao Staphorst Hamb., der Kirchen zu St. Joh. in Hamburg Pastore, des seel. Auctoris ab nepote“. Liebezeit, Hamburg 1710, OCLC 313485881.
- „Verzeichnis Einiger zur Hamburgischen Kirchen-Historie Gehörenden Urkunden, Welche Theils aus Rever. Ministerii Actis, Theils aus hiesiger Stadt-Bibliothec, Theils von guten Freunden, Gesammlet“. Liebezeits Wittwe / Felginer, Hamburg 1720, OCLC 249922348.
- „Historia Ecclesiæ Hamburgensis Diplomatica, das ist: Hamburgische Kirchen-Geschichte, aus Glaubwürdigen und mehrentheils noch ungedruckten Urkunden, so wol Kaiserlichen, Königlichen, Fürstlichen, Gräflichen, etc. als auch Päbstlichen, Erz-Bischöflichen, Bischöflichen und andrer beider Geistlicher als Weltlicher Personen respective Gnaden- Freiheits- und Bestätigungs-Briefen, Concessionen, Indulten, Stiftungen, Vermächtnüssen, Verordnungen, Statuten, Verträgen, Contracten, Vergleichungen und andern dergleichen vielfältigen Schriften, Gesammelt, beschrieben und in Ordnung gebracht“. Hamburg (1723–1731).
  - „Des Ersten Theils Erster Band, darinnen die Bekehrung unserer Vorfahren zum Christenthum, die Anrichtung des hiesigen Ertz-Stifftes, desselben Zuwachs durch die Vereinigung mit der Bremischen Kirche, biß zu dessen völliger Aufhebung und Abtretung, vorgestellet, mithin die Zeiten von Anno 811. biß 1223. beleuchtet werden“. Theodor Christoph Felginer, Hamburg 1723, OCLC 643633140 (Digitalisat auf den Seiten der Bayerischen Staatsbibliothek – Digitalisat bei Google Books).
  - „Des Ersten Theils Zweiter Band, darinnen die Geschichte aus dem dreizehenden und vierzehenden Jahr-hundert beigebracht und beleutet werden“. Theodor Christoph Felginer, Hamburg 1725, OCLC 643633147 (Digitalisat auf den Seiten der Bayerischen Staatsbibliothek – Digitalisat bei Google Books).
  - „Des Ersten Theils Dritter Band, darinnen die im II. Bande übrig gelassene Beilagen, und mittelst dererselben Urkunden und Nachrichten von denen Kirchen S. Catharinæ, S. Nicolai, S. Petri, wie auch von denen Memorien im Dom gegeben werden“. Theodor Christoph Felginers Wittwe, Hamburg 1727, OCLC 643633181 (Digitalisat auf den Seiten der Bayerischen Staatsbibliothek – Digitalisat bei Google Books).
  - „Des Ersten Theils Vierter Band, darin die Geschichten des funffzehenden Jahrhunderts enthalten sind“. Theodor Christoph Felginers Wittwe, Hamburg 1731, OCLC 643633206 (Digitalisat auf den Seiten der Bayerischen Staatsbibliothek – Digitalisat bei Google Books).
  - „Des Andern Theils Erster Band, in welchem Die Geschichten der Reformation von An. 1521. bis 1531. dargestellet werden, wobei am Ende die Jährliche Gestalt des hiesigen E. Predigamts, die Formula committendi, und die Bekänntnüsse der Hamburgischen Kirche gefüget ist“. Theodor Christoph Felginers Wittwe, Hamburg 1729, OCLC 643633218 (Digitalisat auf den Seiten der Bayerischen Staatsbibliothek – Digitalisat bei Google Books).
- „Die Bekenntnüß der Kirchen zu Hamburg in welcher enthalten: I. Der dreien Städte, Lübeck, Hamburg und Lüneburg Bekenntnisse und Erklärung auf das Interim. II. E.E. Ministerii zu Hamburg Lateinischer Brief an die Theologos zu Wittenberg von denen Mitteldingen. III. Derer Prediger zu Hamburg und Lüneburg Antwort auf D. Andreae Osianders Bekenntnüß von dem Mittler Jesu Christo und der Rechtfertigung des Glaubens in lateinischer Sprache gestellet. IV. Derer Prediger zu Lübeck, Hamburg, Lüneburg und Magdeburg Erklärung wider D. Georg. Majorem in der Lehre von der Rechtfertigung. Und V. E.E. Ministerii zu Hamburg schlechte und rechte Bekänntnüß von dem hochwürdigen Sacrament des Leibes und Blutes unsers lieben Herrn Jesu Chrisi, nebst einer treuen Vermahnung und Warnung an die Christliche Gemeinde. Wobei zu mehrerer Erläuterung gefüget ist M. Joachimi Westphali Ubersetzung des obengedachten Lateinischen Briefes, nebst der auf damahlige Zeiten gedeuteter Historie vom gülden Kalbe, nicht weniger der Wittenberger Theologen Antwort auf den an sie abgelassenen Brief derer Prediger zu Hamburg“. Theodor Christoph Felginers Wittwe, Hamburg 1728.
- „Jährliche Gestalt des Hamburgischen Predig-Ampts“. Theodor Christoph Felginers Wittwe, Hamburg 1728, OCLC 311475615.